# Rivière du Gros Mécatina
Rivière du Gros Mécatina är ett vattendrag i Kanada.   Det ligger i provinsen Québec, i den östra delen av landet, 1 400 km öster om huvudstaden Ottawa.
Trakten runt Rivière du Gros Mécatina består i huvudsak av gräsmarker.